# Nordmarks tingslag
Nordmarks tingslag var ett tingslag i Värmlands län i Nordmarks domsaga. Tingsplats var till 1930-talet  Långelanda. 1936 uppfördes ett nytt tingshus i Årjäng.
Tingslaget inrättades 1680 i Västersysslets domsaga. Det motsvarade Nordmarks härad och tillhörde Södersysslets domsaga mellan 1830 och 1875, vid vilken tid Nordmarks domsaga inrättades för detta tingslag.
Tingslaget uppgick den 1 januari 1971 i Arvika tingsrätt.

## Ingående områden

### Socknarna i häraderna
- Nordmarks härad

### Kommuner (från 1952)
- Silleruds landskommun
- Holmedals landskommun
- Töcksmarks landskommun
- Järnskogs   landskommun
- Årjängs   köping